# Ioan T. Ardelean
Ioan T. Ardelean (n. 17 august 1882, Arini, Județul Trei Scaune - d. în secolul al XX-lea) a fost un deputat în Marea Adunare Națională de la Alba Iulia, organismul legislativ reprezentativ al „tuturor românilor din Transilvania, Banat și Țara Ungurească”, cel care a adoptat hotărârea privind Unirea Transilvaniei cu România, la 1 decembrie 1918.:p. 132 

## Biografie
S-a născut în Arini, jud. Trei Scaune. A studiat la Școala normală. A fost învățător:p. 132  și în mai multe rânduri epitrop la Biserica Ortodoxă Arini. :p. 16

## Activitatea politică

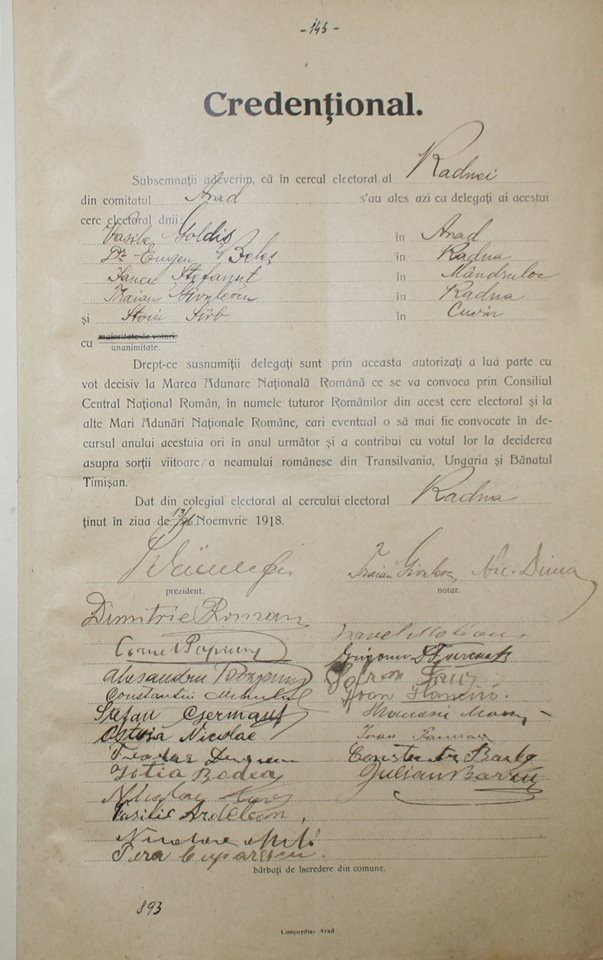
Credențional

A participat la Marea Adunare Națională de la Alba Iulia în calitate de delegat al cercului electoral Aita Mare. :p. 132:p. 14